# Vũ Đình Thân
Vũ Đình Thân có nghệ danh Vũ Thân là nam diễn viên, đạo diễn điện ảnh Việt Nam, ông được biết qua những vai chính diện, có học thức, đặc biệt với nhân vật Vũ Đình Long - phỏng theo tướng tình báo Vũ Ngọc Nhạ - trong bộ phim truyền hình Ông cố vấn.

## Tiểu sử
Vũ Đình Thân sinh năm 1956, tốt nghiệp Khóa 2 khoa diễn viên Trường Đại học Sân khấu – Điện ảnh Hà Nội và bắt đầu đóng phim từ năm 1973. Ông từng diễn viên của Hãng phim truyện Việt Nam.
Vũ Đình Thân từng kết hôn, có hai con Vũ Lê Thiện và Vũ Lê Thảo, sau khi ly hôn ông nhận nuôi các con, sau này ông tái hôn với bà Phùng Ngọc Yến

## Sự nghiệp diễn xuất

### Điện ảnh
| Năm  | Tựa đề                | Vai diễn       | Đạo diễn        | Chú thích         |
| ---- | --------------------- | -------------- | --------------- | ----------------- |
| 1978 | Chuyến xe bão táp     | Sơn            | Trần Vũ         |                   |
| 1983 | Lầm lỗi               | Hùng           | Xuân Sơn        | danh đề Vũ Thân   |
| 1981 | Câu lạc bộ không tên  | Hà             | Nguyễn Khắc Lợi |                   |
| 1998 | Những người thợ xẻ    | Thuyết         | Vương Đức       |                   |
| 1974 | Đến hẹn lại lên       | An             | Trần Vũ         | danh đề Vũ Thân   |
| 1984 | Đường suối cạn        | Thượng sĩ Môn  | Nguyễn Đỗ Ngọc  |                   |
| 1982 | Ai giận ai thương     | Tuấn           | Tuệ Minh        |                   |
| 1979 | Những người đã gặp    | Sơn            | Trần Vũ         |                   |
| 1989 | Đêm hội Long Trì      | Bảo Kim        | Hải Ninh        |                   |
| 1991 | Mối tình sau song sắt | Quản giáo Luân | Nguyễn Khắc Lợi |                   |
| 2007 | Rừng đen              | Sếnh           | Vương Đức       | Kiêm Phó đạo diễn |
| 2012 | Mùi cỏ cháy           | Bố Hoàng       | Hữu Mười        | Kiêm Đạo diễn     |

### Phim truyền hình
| Năm  | Tựa đề                  | Hình thức            | Vai diễn                | Đạo diễn               | Chú thích |
| ---- | ----------------------- | -------------------- | ----------------------- | ---------------------- | --------- |
|      | Bên kia sông            | Điện ảnh truyền hình |                         | Cao Mạnh               |           |
| 1995 | Ông cố vấn              | Dài tập              | Hai Long (Vũ Đình Long) | Lê Dân                 | [ 5 ]     |
| 1997 | Cơn bão đen             | Điện ảnh truyền hình |                         | Hữu Mười, Vũ Đình Thân |           |
| 1997 | Ông cố vấn              | Dài tập              | Hai Long (Vũ Đình Long) | Lê Dân                 | [ 5 ]     |
| 1998 | Nhiệm vụ bất đắc dĩ     | Điện ảnh truyền hình | Cường                   | Quí Dũng               |           |
| 1999 | Tiếng xưa               | Ngắn tập             |                         |                        |           |
| 1999 | Gió quê                 | Điện ảnh truyền hình | Bùi Viên và Hữu Việt    |                        |           |
| 2000 | Ngọn đèn trước gió      | Điện ảnh truyền hình | Bùi Cường               |                        |           |
| 2001 | Cửa ngõ                 | Ngắn tập             |                         | Trần Vịnh              |           |
| 2001 | Hết sức bình tĩnh       | Điện ảnh truyền hình |                         | Bùi Cường              |           |
| 2011 | Đi qua ngày biển động   | Dài tập              |                         | Bùi Tuấn Dũng          |           |
| 2014 | Lời thì thầm từ quá khứ | Dài tập              | Ông Đông                | Mai Hồng Phong         |           |
| 2022 | Bình minh phía trước    | Dài tập              | Ông đồ Quán             | Bùi Tuấn Dũng          |           |

### Phim video
- Lá ngọc cành vàng (1989) vai Chi

## Sự nghiệp đạo diễn
| Năm  | Tựa đề            | Hình thức            | Vai trò khác    | Đồng đạo diễn | Chú thích |
| ---- | ----------------- | -------------------- | --------------- | ------------- | --------- |
| 1997 | Cơn bão đen       | Điện ảnh truyền hình | Diễn viên chính | Hữu Mười      |           |
| 2002 | Đợi               | Ngắn tập             |                 |               |           |
| 2003 | Thời gian sống    | Ngắn tập             |                 | [ 6 ]         |           |
| 2003 | Tình người        | Điện ảnh truyền hình |                 |               |           |
| 2003 | Phượng hồng       | Điện ảnh truyền hình |                 |               |           |
| 2004 | Đỉnh núi mờ sương | Điện ảnh truyền hình |                 |               |           |
| 2005 | Tia chớp          | Điện ảnh truyền hình | Biên kịch       |               |           |
| 2010 | Ám ảnh xanh       | Ngắn tập             | Phó đạo diễn    | Châu Huế      |           |
| 2012 | Mùi cỏ cháy       | Điện ảnh             |                 | Hữu Mười      |           |